# Rezerwat Ujścia Leny

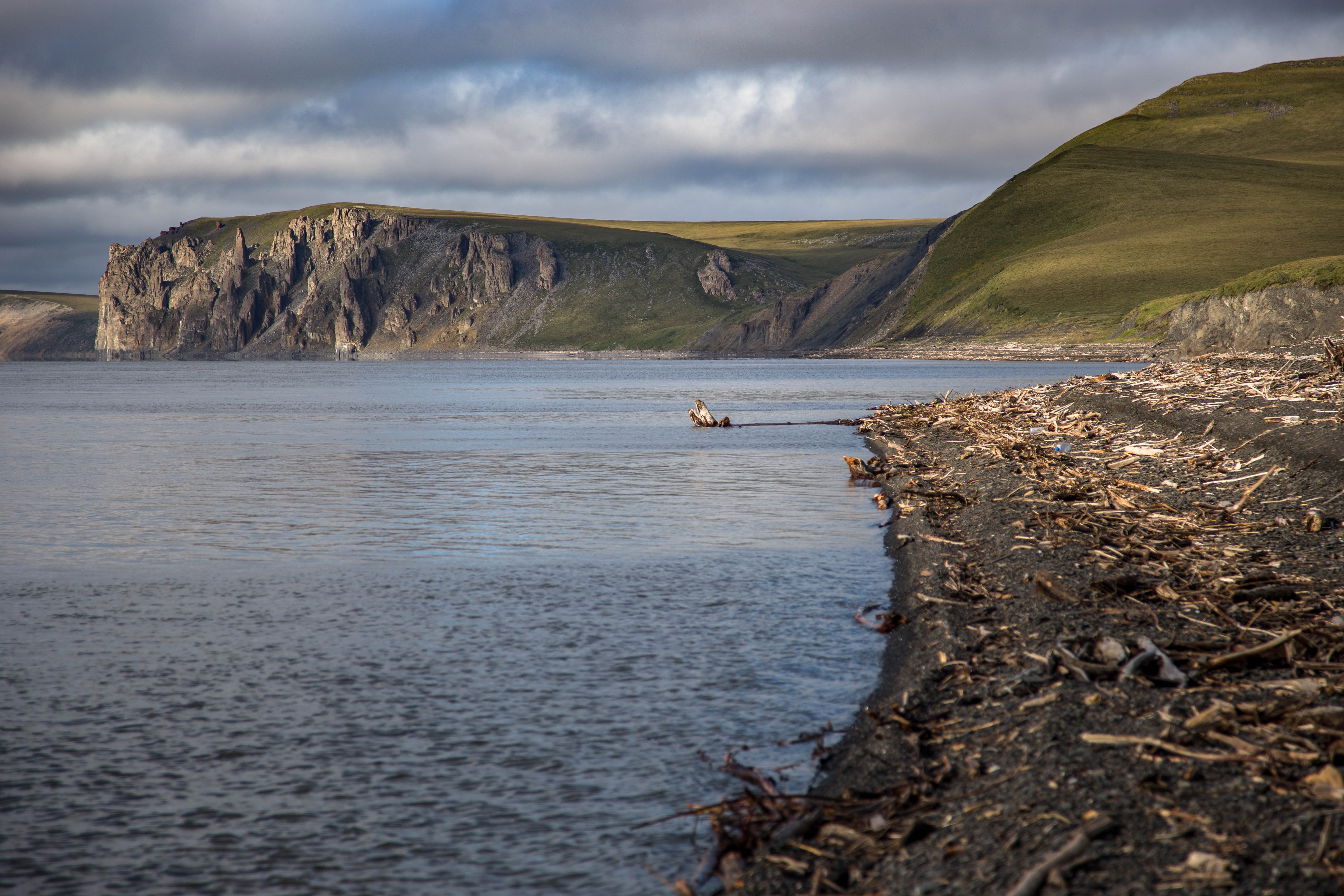

Rezerwat Ujścia Leny (ros. Государственный природный заповедник «Усть-Ленский») – ścisły rezerwat przyrody (zapowiednik) znajdujący się w północnej części Jakucji w Rosji. Znajduje się na terenie ułusu bułuńskiego, a jego obszar wynosi 14 330 km². Rezerwat został utworzony dekretem rządu Rosyjskiej Federacyjnej Socjalistycznej Republiki Radzieckiej z dnia 18 grudnia 1985 roku. W 2004 roku został zakwalifikowany przez BirdLife International jako ostoja ptaków IBA. Zarząd rezerwatu znajduje się w miejscowości Tiksi.

## Opis
Rezerwat składa się z dwóch części. Większa (o powierzchni 13 000 km²) obejmuje środkową część ujścia Leny do Morza Łaptiewów, mniejsza (1330 km²) – zachodnie zbocza północnej części pasma górskiego Charaułachskij chriebiet. W 2019 roku do strefy ochronnej rezerwatu włączono Wyspy Nowosyberyjskie.
Delta rzeki Leny jest jedną z największych delt rzecznych na świecie i składa się z 1000–1500 dużych i małych wysp. Panuje tu klimat arktyczny morski. Według średnich wskaźników klimat ten jest ostrzejszy niż w Ojmiakonie. Najniższe temperatury są w styczniu (średnio od −34 °C na południu do −32 °C na północy). Lato jest chłodne, z mrozami i opadami śniegu. Średnia temperatura w lipcu w północnej części wynosi +4 °C, na południu +7 °C.

## Flora i fauna
W rezerwacie dominuje tundra, od tundry krzewinkowej po pustynię polarną. Na szerokości geograficznej około 72°N, w pobliżu delty Leny, znajduje się wyspa Tit-Ary (w języku jakuckim „modrzew”), gdzie znajduje się najbardziej wysunięty na północ masyw leśny na świecie. Rośnie tu modrzew dahurski.
W rezerwacie żyją 184 gatunki kręgowców, z których 43 gatunki to ryby, 109 ptaki i 32 ssaki. Ptaki to m.in. łabędzie małe, bernikle obrożne, różne gatunki mew, gęsi i perkozów.
Ssaki to m.in. renifery tundrowe, lisy polarne, niedźwiedzie polarne, świstaki czarnogłowe, owce śnieżne, morsy pośrednie i narwale jednozębne.